# A Real Pain
A Real Pain is een Amerikaans-Poolse komische dramafilm uit 2024, geregisseerd en geschreven door Jesse Eisenberg, die zelf ook een hoofdrol speelt.

## Verhaal
David en Benji zijn twee neven die elkaar niet echt mogen. Ze komen samen voor een tournee door Polen om hun geliefde grootmoeder te eren. Tijdens de trip steken de oude spanningen van de twee weer de kop op tegen de achtergrond van hun familiegeschiedenis.

## Rolverdeling
| Acteur          | Personage    |
| --------------- | ------------ |
| Jesse Eisenberg | David Kaplan |
| Kieran Culkin   | Benji Kaplan |
| Will Sharpe     | James        |
| Jennifer Grey   | Marcia       |
| Kurt Egyiawan   | Eloge        |
| Daniel Oreskes  | Mark         |

## Productie
In augustus 2022 werd aangekondigd dat Jesse Eisenberg en Kieran Culkin de hoofdrol zouden spelen in de film, waarbij Eisenberg zou regisseren op basis van een scenario dat hij schreef, en Emma Stone en Dave McCary zouden produceren. Het is Eisenbergs tweede speelfilm als schrijver-regisseur, na When You Finish Saving the World uit 2022.

## Release en ontvangst
A Real Pain ging op 20 januari 2024 in première op het Sundance Film Festival in de U.S. Dramatic Competition waar hij de Waldo Salt Screenwriting Award won. De film kreeg overwegend positieve kritieken van de filmcritici, met een score van 90% op Rotten Tomatoes, gebaseerd op 50 beoordelingen.

## Prijzen en nominaties
De belangrijkste:
| Jaar | Prijs                   | Categorie                                     | Genomineerde(n)                 | Uitslag     |
| ---- | ----------------------- | --------------------------------------------- | ------------------------------- | ----------- |
| 2025 | Academy Awards (Oscars) | Beste mannelijke bijrol                       | Kieran Culkin                   | Gewonnen    |
| 2025 | Academy Awards (Oscars) | Beste originele scenario                      | Jesse Eisenberg                 | Genomineerd |
| 2025 | Golden Globes           | Beste film – musical of komedie               | Beste film – musical of komedie | Genomineerd |
| 2025 | Golden Globes           | Beste acteur in een film – musical of komedie | Jesse Eisenberg                 | Genomineerd |
| 2025 | Golden Globes           | Beste mannelijke bijrol in een film           | Kieran Culkin                   | Gewonnen    |
| 2025 | Golden Globes           | Beste script                                  | Jesse Eisenberg                 | Genomineerd |
| 2024 | Sundance Film Festival  | Waldo Salt Screenwriting Award                | Jesse Eisenberg                 | Gewonnen    |